# Ditrichum sekii
Ditrichum sekii är en bladmossart som beskrevs av Hisatsugu Ando, Hironori Deguchi, Tohru Matsui och Iwatsuki 1990. Ditrichum sekii ingår i släktet grusmossor, och familjen Ditrichaceae. Inga underarter finns listade i Catalogue of Life.